# Macaca pagensis
Il macaco delle Mentawai (Macaca pagensis Miller, 1903) è un mammifero primate appartenente alla famiglia dei Cercopithecidae. La specie, che era stata considerata una sottospecie di Macaca nemestrina, è strettamente imparentata con il macaco di Siberut (Macaca siberu).

## Descrizione
La lunghezza del corpo è tra 40 e 55 cm, quella della coda tra 10 e 16 cm. I maschi sono più grandi delle femmine: il peso varia tra 6 e 9 kg per i primi e tra 4,5 e 6 kg per le seconde. La lunghezza della coda è tra 10 e 13 cm nelle femmine e tra 13 e 16 cm nei maschi.
Il colore del corpo è marrone scuro sul lato dorsale, tranne la zona delle spalle, che è di colore castano come il lato ventrale; le zampe posteriori sono marrone e quelle anteriori rossastre.

## Distribuzione e habitat
L'areale comprende solo le isole Pagai dedl nord, Pagai del sud e Sipora, nell'arcipelago delle Mentawai, al largo della costa occidentale di Sumatra.
Gli habitat sono la foresta pluviale e anche le mangrovie e le foreste paludose.

## Biologia
Mentre il riposo notturno avviene sugli alberi, l'attività diurna è svolta sia sugli alberi sia al suolo.
A differenza di quasi tutti gli altri macachi vive in gruppi con un solo maschio adulto, diverse femmine e cuccioli, per un totale che può arrivare a 25 individui.
La dieta probabilmente è simile a quella di altri macachi, comprendendo oltre alla frutta altri cibi vegetali e piccoli animali.

## Conservazione
La ristrettezza dell'areale, la distruzione dell'habitat e la caccia cui sono soggetti per i danni recati alle coltivazioni rendono il macaco delle Mentawai una delle specie di macachi a maggior rischio di estinzione.